# Durango (Comic)
Durango ist eine seit 1981 erscheinende frankobelgische Western-Comicserie. Autor der Serie ist Yves Swolfs; die Zeichner sind Swolfs und (seit 2006) Thierry Giroud, (seit 2016) IKO. Übersetzungen sind in Deutschland, Italien, Holland und Polen erschienen.

## Handlung und Charaktere
Durango Lang, der Protagonist der Serie, ist ein Antiheld im Stil des Italowestern. Die Handlung der ersten, im Jahr 1896 angesiedelten Geschichte (Hunde heulen im Winter, 1981) – ein Rancher tyrannisiert die Siedler in dem abgelegenen Tal White Valley – ist an Motive des Films Leichen pflastern seinen Weg von Sergio Corbucci angelehnt. Spätere Geschichten, die etwa in Wyoming, Texas und Mexiko spielen, greifen auf weitere typische Motive des Westerngenres zurück, wie einen Banküberfall (Gewalt, Zorn und Tod, 1982), Kämpfe von Banden und Guerilleros (u. a. Wilde Sierra, 1985) oder die Jagd nach einem Goldschatz (Duncans Gold, 1990). Nebencharaktere der Serie, die in mehreren Geschichten auftreten, sind z. B. der mexikanische Guerillero Amos Rodriguez und der Kopfgeldjäger Logan.

## Veröffentlichungen
In Frankreich erschienen seit 1981 bisher 19 Alben und 5 Sammelalben mit Durango-Geschichten. Die Veröffentlichungen erfolgten in den Verlagen Edition des Archers (Alben 1–7), Dargaud (Album 8), Alpen Publishers (Alben 9–13), Soleil (Alben 14–19, 5 Sammelalben) und Panini (1 Sammelalbum).
Deutsche Übersetzungen erschienen seit 1984 in den Verlagen Editions des Archers (Alben 1–4), Norbert Hethke Verlag (Alben 5–8), Ehapa unter dem Label Feest Comics (Alben 9–12) und Splitter Verlag (Album 13). Seit 2008 erschien eine Neuausgabe bei Kult Editionen (Alben 1–9 sowie 14-16). Nach der Insolvenz des Kult Verlages wanderten 2016 die Rechte erneut zum Splitter Verlag (Album 17). 2016 startete bei Splitter die Gesamtausgabe mit je 3 abgeschlossenen Geschichten. Bisher sind sechs Bände erschienen (Stand August 2022).
Weitere Übersetzungen erschienen in Holland, Italien und Polen.

## Rezeption
In Rezensionen wurde der starke Einfluss des Italo-Westernfilms auf die Durango-Comics betont. Vom Zeichenstil her gehöre der Leutnant-Blueberry-Schöpfer Jean Giraud zu den Vorbildern von Yves Swolfs.